# Gunsmoke – Return to Dodge
Gunsmoke – Return to Dodge är en amerikansk TV-westernfilm från 1987 med James Arness i huvudrollen som Matt Dillon.

## Handling
Matt Dillon är en före detta sheriff i Dodge City som nu är pensionerad och som har dragit sig tillbaka för att leva ett stillsamt liv uppe bland bergen som förmyndare till en grupp av indianbarn. Men det förflutna vägrar att lämna honom ifred och snart befinner sig Dillon åter i en situation som involverar laglösa gäng och kallblodiga hämnare han en gång satt bakom bom och galler.
Logan, en före detta dömd fånge, spårar upp Dillon och är ute efter att hämnas på Dillon för att han blev dömd till 15 års fängelse. Men Dillon överlistar honom och tänker föra honom tillbaka till fängelset i Dodge då de stöter ihop med ett gäng pälsjägare och slagsmål uppstår, där Dillon blir knivhuggen och överlever inte mer än knappt sina skador.
Efter att precis ha återhämtat sig från sina skador tvingas Dillon in i en ny duell med en annan tidigare dömd, den fredlösa Will Mannon, som just blivit frisläppt från fängelset.

## Rollista i urval
- James Arness - Matt Dillon
- Amanda Blake - Kitty
- Buck Taylor - Newly O'Brien
- Fran Ryan - Hannah
- Earl Holliman - Jake Flagg
- Steve Forrest - Will Mannon